# Katsuo
Katsuo (人間凶器カツオ！, Ningen Kyōki Katsuo!) est un manga de Takashi Hamori (qui fut aussi le dessinateur de Noritaka) . Il compte 10 volumes, et est édité en France chez Glénat.

## Histoire
Il s'agit de l'histoire d'un lycéen chétif (et pervers), Katsuo, qui apprend à combattre afin de venger son meilleur ami, agressé par une bande de voyous. Plus tard, il sera amené à combattre d'autres ennemis encore plus forts. Il rencontrera aussi de nombreuses jeunes filles au physique plus qu'agréable.
Ainsi, Katsuo est un manga dont le sujet est avant-tout porté vers la bagarre et les petites culottes.

## Personnages
- Katsuo Harada
- Toshio
- Matsuki

## Publication
Ce manga compte 10 volumes, et est édité en France chez Glénat:
- volume 1  (ISBN 2-7234-3310-2)[1]
- volume 2  (ISBN 2-7234-3336-6)
- volume 3  (ISBN 2-7234-3387-0)
- volume 4  (ISBN 2-7234-3388-9)
- volume 5  (ISBN 2-7234-3389-7)
- volume 6  (ISBN 2-7234-3594-6)
- volume 7  (ISBN 2-7234-3595-4)
- volume 8  (ISBN 2-7234-3596-2)
- volume 9  (ISBN 2-7234-3597-0)
- volume 10  (ISBN 2-7234-3598-9)